# 비투엔
비투엔(B2En Co. Ltd.)는 대한민국의 인공지능 빅데이터 기업이다. 본사는 서울특별시 용산구 서빙고로51길 52 2층에 위치해 있으며 대표이사는 이창현,김기훈이다.

## 역사
2014년 12월 23일에 비투엔컨설팅으로 설립되었다.

## 상장
2021년 11월 18일 상상인이안제1호스팩과 합병하여 코스닥 시장에 상장하였다.

## 참고문헌
1. ↑  비투엔, 120억 규모 전환사채 발행 계약 체결, 뉴스핌, 2024년 4월 25일
2. ↑  이홍탁, 한국IR협의회 기술분석보고서-비투엔, 2023.11.02.[깨진 링크(과거 내용 찾기)]